# Podice
Il Pòdice è un piccolo torrente del basso Appennino bolognese ed è il principale affluente del Ghironda.

## Percorso
Nasce nelle colline del comune di Zola Predosa a circa 140 m di altitudine. Si dirige dapprima verso est poi verso nord, concludendo il suo breve corso nel torrente Ghironda, poco prima che questo attraversi l'abitato di Anzola dell'Emilia.